# Franz Wagner (Fußballspieler, I)
Franz Wagner war ein deutscher Fußballspieler, der mit dem FC Bayern München 1932 die deutsche Meisterschaft gewann.

## Karriere
Wagner gehörte zur Saison 1930/31 dem FC Bayern München an, für den er in der regional höchsten Spielklasse, der Bezirksliga Bayern – Gruppe Südbayern, spielte. Gruppengegner der Münchener waren der SV München 1860, SSV Schwaben Augsburg, SB Jahn Regensburg, FC Wacker München, FC Teutonia München, VfB Ingolstadt-Ringsee und der DSV München. Mit den Bayern gewann er am Saisonende mit einem Vorsprung von vier Punkten vor dem SV 1860 München die Südbayerische Meisterschaft. Dieser Erfolg qualifizierte ihn und seine Mannschaft zur Teilnahme an der Endrunde um die süddeutsche Meisterschaft, in der man nach 14 Spieltagen den dritten Rang – zwei Punkte hinter der in der Meisterschaft siegreichen SpVgg Fürth und einen Punkt hinter Eintracht Frankfurt – belegte.
In der Folgesaison konnte er mit der Mannschaft den Erfolg vom Vorjahr wiederholen. In der sich anschließenden Endrunde um die Süddeutsche Meisterschaft setzte er sich mit der Mannschaft nach 14 Spieltagen in der Gruppe Süd/Ost als Sieger durch – ein Punkt vor dem 1. FC Nürnberg, dem Sieger der Gruppe Nordbayern.
Das am 1. Mai 1932 in Stuttgart gegen Eintracht Frankfurt, dem Endrundensieger der Gruppe Nord/West, ausgetragene Endspiel wurde in der 83. Minute mit der 2:0-Führung der Frankfurter aufgrund von Zuschauertumulten abgebrochen. Der Verband Süddeutscher Fußball-Vereine erklärte daraufhin Eintracht Frankfurt zum Süddeutschen Meister.
Als unterlegener Finalist nahm Wagner mit den Bayern an der Endrunde um die deutsche Meisterschaft teil. Mit dem 4:2-Sieg über Minerva 93 Berlin im Achtelfinale, dem 3:2-Sieg beim PSV Chemnitz im Viertelfinale, dem 2:0-Sieg über den 1. FC Nürnberg im Halbfinale folgte das mit 2:0 gewonnene Finale gegen Eintracht Frankfurt.

## Erfolge
- Deutscher Meister 1932
- Zweiter der Süddeutschen Meisterschaft 1932
- Südbayerischer Meister 1932
- Südbayerischer Meister 1931